# Хангерфорд (Тексас)
Хангерфорд (енгл. Hungerford) насељено је место без административног статуса у америчкој савезној држави Тексас.

## Демографија
По попису из 2010. године број становника је 347, што је 298 (-46,2%) становника мање него 2000. године.
| Група             | 2000.       | 2010.       |
| Белци             | 300 (46,5%) | 133 (38,3%) |
| Афроамериканци    | 201 (31,2%) | 134 (38,6%) |
| Азијати           | 0 (0,0%)    | 1 (0,3%)    |
| Хиспаноамериканци | 142 (22,0%) | 77 (22,2%)  |
| Укупно            | 645         | 347         |